# Apomys banahao
Apomys banahao  (Heaney & Al., 2011) è un roditore della famiglia dei Muridi endemico dell'isola di Luzon, nelle Filippine.

## Descrizione

### Dimensioni
Roditore di piccole dimensioni, con la lunghezza totale tra 250 e 287 mm, la lunghezza della coda tra 111 e 133 mm, la lunghezza del piede tra 33 e 37 mm, la lunghezza delle orecchie tra 22 e 24 mm e un peso fino a 92 g.

### Aspetto
La pelliccia è moderatamente lunga e densa. Le parti superiori sono marrone scuro con dei riflessi color ruggine sulla schiena, mentre le parti ventrali sono biancastre, con la base dei peli grigio scura. La coda è lunga quanto la testa ed il corpo, è scura sopra e quasi bianca sotto.

## Biologia

### Comportamento
È una specie terricola e notturna.

### Alimentazione
Si nutre di vermi, altri invertebrati e semi.

## Distribuzione e habitat
Questa specie è endemica del Monte Banahao, nella parte centrale dell'isola di Luzon, nelle Filippine.
Vive nelle foreste muschiose tra 1.465 e 1.750 metri di altitudine.

## Conservazione
Questa specie, essendo stata scoperta solo recentemente, non è stata sottoposta ancora a nessun criterio di conservazione.